# Нормандське герцогство
Нормандське герцогство  (фр. Duché de Normandie) — феодальна держава, яка існувала з 911 по 1469 рік, спочатку як переважно автономне князівство, потім, після його завоювання королем Франції в 1204 році, як частина королівського домену або як апанаж. Людовик XI скасував герцогство в 1469 році, але культурна єдність французького регіону Нормандія ще довго продовжувала існувати. 
Герцогство знаходилось на березі Ла-Маншу й межувало з Бретанню, Меном, Орлеаном, Іль-де-Франсом, Пікардією. Нині територія герцогства входить до регіонів Верхня Нормандія (департаменти Приморська Сена й Ер) та Нижня Нормандія (департаменти Орн, Кальвадос і Манш). Острівна частина герцогства (Нормандські острови) залишилася залежною від британської корони.

## ПояванорманівуФранції

Герцогство Нормандія на мапі

За своїм географічним положенням приморська частина Нейстрії більше інших частин Франції зазнала спустошливих нападів норманів. Гирло Сени довго слугувало норманам надійним притулком, звідки вони здійснювали набіги на французькі міста. Наприкінці IX століття на чолі норманів, що вторгались у північну Францію, з'явився Ролло, або Рольф (Hrolf), син Рогнвальда, вигнаний з Норвегії конунгом Гаральдом Прекрасноволосим. На березі моря він присягнув, «що помре, якщо не стане володарем будь-якої землі, яку зможе завоювати». Після кількох вторгнень Роллон міцно закріпився в північній Нейстрії, яка й отримала ім'я «Нормандія» (тобто країна норманів — terra Northmannorum). За угодою в Сент-Клері (911) французький король Карл Простакуватий поступився йому частиною Нейстрії, між річкою Епт і морем, за умови, що Роллон визнає себе васалом короля й навернеться в християнство. Роллон хрестився і став родоначальником нормандських герцогів. Він роздав землі своїм соратникам, число яких збільшувалось завдяки норманським загонам, що прибували з півночі. За прикладом Роллона багато норманів прийняли християнство. Доволі швидко нормани почали засвоювати французьку мову; свою рідну вони зберігали довше тільки в Нижній Нормандії. Утім, і тепер в нормандській вимові є слова, що вказують на вплив скандинавського елементу. Нормандський вплив відчувався доволі довго у войовничості жителів Нормандії та у їхній пристрасті до віддалених експедицій (завоювання південної Італії, Сицилії, Тунісу, Іфрикії, Англії, Канарських островів, хрестові походи).

## X століття: війни з сусідами
Спочатку норманам доводилось витримувати запеклу боротьбу з сусідами: з Пікардією, з графами Фландрськими, з Іль-де-Франсом, особливо з Бретанню, яка мала невдовзі визнати нормандського герцога своїм сюзереном. Французькі королі не втрачали надії повернути втрачену область, і це також спричиняло війни. По смерті Ролло (931) герцогом Нормандії став його син Вільгельм Довгий Меч. Вільгельм придушив повстання частини нормандського дворянства, невдоволеного посиленням влади герцога. Він втрутився у розбрат між Людовиком Заморським та Гуго Великим, графом Паризьким, та, примирившись із королем, збільшив Нормандію приєднанням областей Авраншу й Кутансу. Коли Вільгельма було зрадницьки вбито (942) Арнульфом I, графом Фландрським (за допомогу, надану ворогу останнього), герцогом нормандським було визнано малолітнього сина убитого, Річарда. Людовик Заморський з'явився в Руан, бажаючи взяти у свої руки управління Нормандією замість малолітнього Річарда. Він відвіз останнього до свого двору й почав прагнути до повного підкорення Нормандії. Нормани розділились, почалась боротьба партій. Король і Гуго Паризький, якому було обіцяно частину Нормандії, вступили до неї, але на допомогу нормандській партії прийшов данський король Гаральд I Синьозубий. Людовик потрапив у руки норманів і мав підтвердити поступку Нормандією. Невдовзі між Нормандією та королем знову з'явились розбіжності (Людовик був наляканий заручинами герцога Річарда з дочкою Гуго Паризького). Король закликав німців, з королем Оттоном, але похід скінчився нічим. Стосунки між Нормандією та королівською владою залишалися ворожими й за нового короля, Лотара: він також воював з Річардом, який знову покликав на допомогу Гаральда Синьозубого. Король мав укласти мир (969), а частина норманів, що прийшли з Гаральдом, лишилась в Нормандії та охрестилась. Вступ на королівський престол Гуго Капета — шурина Річарда — змінив у сприятливому сенсі стосунки між королем та Нормандією. Річард помер 996 року, призначивши своїм спадкоємцем сина.

## XI століття
За Річарда II почались тісні стосунки Нормандії з Англією: сестра Річарда, Емма Норманська, була одружена з Етельредом, королем Англії, і Етельред, вигнаний данцями, знайшов притулок у Нормандії. Річарду II спадкував його старший син від першої дружини Юдифі (дочки Конана I, герцога Бретанського), Річард III, який помер у перший же рік свого правління (1027). Річарду III спадкував його брат Роберт Диявол. Роберт воював з Бретанню та, за допомогу королю Генріху I проти його брата, отримав частину французького Вексену до Понтуаза. Роберт помер 1035 року під час паломництва в Єрусалим. Своїм спадкоємцем він змусив визнати Вільгельма, його сина від наложниці. Початок і кінець царювання Вільгельма були для Нормандії епохою смут та війн. Вільгельму довелось витримати боротьбу зі своїм двоюрідним братом Гі (сином графа Бургундського), що висував, внаслідок незаконності народження Вільгельма, свої права на нормандський престол. Вільгельму допоміг король Генріх, і він закріпився в Нормандії.

## Завоювання норманами Англії

Герб герцогів Нормандії

У 1066 році Вільгельм завоював Англію, й таким чином дім герцогів нормандських отримав англійську корону. Спадкоємцем Вільгельма в Нормандії став його старший, малоздібний син Роберт, якому довелось вести боротьбу з молодшим братом, англійським королем Вільгельмом Рудим. Вирушаючи 1096 року в перший хрестовий похід, Роберт заклав Нормандію Вільгельму, який зайняв герцогство і вів через французький Вексен боротьбу з королем Філіпом. Окрім того, Вільгельм воював з Меном. По смерті Вільгельма Рудого Нормандія та Англія знову розділились. 1101 року Роберт вступив у боротьбу зі своїм молодшим братом Генріхом, що захопив, всупереч правам Роберта, англійський престол. 28 вересня 1106 року в битві під Таншбре Роберт був розбитий, взятий у полон та ув'язнений у замку Кардіф, де й помер 1134 року.
Нормандія знову з'єдналась під однією владою з Англією. Людовик VI Французький повинен був поступитись Генріху сюзеренними правами над Меном і Бретанню. Генріху I довелось витримати ще запеклу боротьбу за Нормандію із сином Роберта, Вільгельмом, якого підтримувало багато нормандців і французький король Людовик VI (королю допомагали графи Фландрський та Анжуйський), але Генріх вдало вийшов з цієї боротьби. Ще за життя Генріха I його дочка Матильда була визнана спадкоємицею Англії. По смерті Генріха I (1135) почалась боротьба між Стефаном Блуаським і Матильдою, що була другим шлюбом замужем за Жоффруа Плантагенетом Анжуйським. Жоффруа Плантагенет у 1142 році заволодів Нормандією. За деякий час Людовик VII визнав сина Жоффруа, Генріха Плантагенета, герцогом нормандським. Генріх спадкував 1154 року Стефану і в Англії, й таким чином Нормандія знову возз'єдналась з нею. Вбивство Іоанном Безземельним Артура та відмова першого з'явитись на суд перів дали французькому королю Філіпу II Августу привід почати війну з Іоанном, проти якого повстало багато нормандських баронів.

## Втрата незалежності
У 1203—1204 роках Нормандія була завойована Філіпом; вона припинила існування як особлива держава та увійшла до складу доменів французьких королів. Тільки Нормандські острови — Джерсі й Гернсі та дрібніші — лишились донині під владою Англії. Філіп зберіг звичаї герцогства й права комун. Нормандія швидко пристосувалась до французького володарювання й поступово стала цілковито французькою провінцією. Формально англійський король відмовився від своїх прав на Нормандію за угодою з Людовиком IX лише 4 грудня 1259 року. 19 березня 1315 року король Людовик X дав Нормандії грамоту (Charte aux Normands), що надавала їй значні пільги й особливий суд. У часи Столітньої війни Нормандія часто слугувала головним театром воєнних дій. Мир у Бретіньї (8 травня 1360 року) залишив її у владі французького короля, проте у 1417—1419 роках її було завойовано англійським королем Генріхом V, причому нормандці дуже неохоче перейшли під владу нащадка Роллона, що був для них тепер чужинцем. Угода в Труа (21 травня 1420 року) визнавала Нормандію частиною Франції, оскільки Генріх V, «регент і спадкоємець Франції», обіцяв після вступу на французький престол возз'єднати Нормандію з Французькою монархією. Нормандія перебувала під владою англійців до 1449 року, коли війська Карла VII завоювали її. Карл VII обіцяв Нормандії збереження її привілеїв, додержання Charte aux Normands та місцевих звичаїв. Нормандія назавжди стала провінцією Франції. Вона зберігала деякі особливості аж до революції 1789 року, коли зникли всі особливі права та привілеї окремих провінцій.